# Округ Дики (Северна Дакота)
Дики (енгл. Dickey County) је округ у америчкој савезној држави Северна Дакота.

## Демографија
По попису из 2010. године број становника је 5.289, што је 468 (-8,1%) становника мање него 2000. године.
| Група             | 2000.         | 2010.         |
| Белци             | 5.584 (97,0%) | 5.044 (95,4%) |
| Афроамериканци    | 6 (0,1%)      | 37 (0,7%)     |
| Азијати           | 29 (0,5%)     | 22 (0,4%)     |
| Хиспаноамериканци | 78 (1,4%)     | 100 (1,9%)    |
| Укупно            | 5.757         | 5.289         |